# Toyohira-ku
Toyohira-ku (豊平区?) è uno dei dieci quartieri amministrativi della città di Sapporo, in Giappone.